# Le Convoi sauvage
Pour plus de détails, voir Fiche technique et Distribution.
Le Convoi sauvage (Man in the Wilderness) est un film américain réalisé par Richard C. Sarafian, sorti en 1971.

## Synopsis
En 1820, un trappeur-guide (scout), laissé pour mort après avoir été blessé par un grizzli, tente de survivre dans une nature hostile avec une seule idée en tête : se venger de ses ex-compagnons, menés par un capitaine de vaisseau halluciné et visionnaire, dont le navire, chargé de fourrures, est traîné par 22 mules à travers un territoire indien hostile en attendant de trouver une rivière navigable… Au cours de son périple les sentiments de Zach Bass vont évoluer.

## Fiche technique
- Titre original : Man in the Wilderness
- Titre français : Le Convoi sauvage
- Réalisation : Richard C. Sarafian
- Scénario : Jack DeWitt
- Photographie : Gerry Fisher
- Montage : Geoffrey Foot (en)
- Musique : Johnny Harris
- Costumes : Dennis Lynton Clark
- Production : Sandy Howard
- Pays de production :  États-Unis
- Genre : western, aventures
- Durée : 104 minutes
- Dates de sortie :
  - États-Unis : 24 novembre 1971 (New York)
  - France : 30 mars 1972
- Affiche : Jean Mascii (France)

## Distribution
- Richard Harris (VF : William Sabatier) : Zachary Bass
- John Huston (VF : Serge Nadaud) : Capitaine Henry
- Henry Wilcoxon : le chef indien
- Percy Herbert (VF : Jacques Dynam) : Fogarty
- Dennis Waterman (en) (VF : Patrick Dewaere) : Lowrie
- Prunella Ransome (VF : Brigitte Morisan) : Grace
- Sheila Raynor (en) : la mère de Grace
- Norman Rossington (VF : Serge Sauvion) : Ferris
- James Doohan : Benoit
- Bryan Marshall : Potts
- Ben Carruthers : Longbow
- Robert Russell (en) : Smith
- John Bindon (en) : Coulter
- Bruce M. Fischer (en) : Wiser

## Tournage
Le Convoi sauvage est grossièrement basé sur la vie de Hugh Glass et sur les déboires de l'expédition Missouri de 1822-1823. Le capitaine Henry est inspiré du Major Andrew Henry de la Compagnie de fourrures des Montagnes Rocheuses.
Le film fut tourné à proximité de Covaleda, dans la province de Soria en Espagne, avec un environnement qui ressemble plus à celui des monts Adirondacks dans les Apalaches qu'à l'Absaroka et la rivière Yellowstone, où se situent l'action originale. Il ne s'agit pas techniquement d'un « western spaghetti », mais les paysages évoquent cependant ceux des films de Sergio Leone.

## Nouvelle adaptation
- The Revenant (2015) d'Alejandro González Iñárritu, basé également sur la vie Hugh Glass